# Vorläufiges Tabakgesetz
Das Vorläufige Tabakgesetz der Bundesrepublik Deutschland regelte Herstellung und Verkehr mit Lebensmitteln, Bedarfsgegenständen, Kosmetischen Mitteln und Tabakprodukten. Das Gesetz wurde 1974 als Lebensmittel- und Bedarfsgegenständegesetz (LMBG) verabschiedet. Durch Ausgliederungen einzelner Regelungsbereiche, insbesondere wegen der nach und nach erfolgenden Harmonisierung durch EG-Vorschriften, erodierte das Gesetz zunehmend.
Durch Veröffentlichung des Gesetzes zur Neuordnung des Lebensmittel- und des Futtermittelrechts im Bundesgesetzblatt wurde der für Lebensmittel und Lebensmittelbedarfsgegenstände relevante Teil des LMBG am 7. September 2005 fast vollständig durch das Lebensmittel-, Bedarfsgegenstände- und Futtermittelgesetzbuch ersetzt, so dass nur noch die Regulierung von Tabakprodukten verblieb. Der neue Titel des Gesetzes lautet seit dem 1. September 2005 Vorläufiges Tabakgesetz. Mit Wirkung vom 20. Mai 2016 wurde es durch das Tabakerzeugnisgesetz ersetzt.
Das Lebensmittel- und Bedarfsgegenständegesetz bestimmte weitestgehend das deutsche Lebensmittelrecht. Zum Gesetz sind zahlreiche Verordnungen und Verwaltungsvorschriften erlassen worden, welche teilweise auch in das neue Lebensmittelrecht übernommen wurden. Ziel war neben dem Verbraucherschutz auch die Gefahrenabwehr von gefährlichen (belasteten) Lebensmitteln und Bedarfsgegenständen; daneben wurde erheblich ins Gewerberecht eingegriffen. Als veränderte Lebensmittel galten solche, die pharmakologisch (z. B. hormonell) behandelt, mit unzulässigen Pflanzenschutzmittel gespritzt, mit ionisierenden oder ultravioletten Strahlen in unzulässiger Weise bestrahlt oder mit unzulässigen Zusatzstoffen versetzt wurden. Neben den Tabakerzeugnissen wurden auch Kosmetika beschränkt.
Das LMBG ordnete die Durchführung von Überwachungen des Lebensmittelverkehrs entlang der Wertschöpfungskette für Lebensmittel und ein Monitoring hinsichtlich der Inhaltsstoffe an. Das Monitoring konzentrierte sich auf Schwermetalle, Pflanzenschutzmittel und Mykotoxine, um Gesundheitsgefahren abzuwehren. Dies ist weitgehend im LFGB aufgegangen.
Das Vorläufige Tabakgesetz sah in den §§ 51, 52 Strafvorschriften für Verstöße gegen die bundesrechtlichen und in den §§ 56, 57 Strafvorschriften für Verstöße gegen europarechtliche Vorschriften vor. Somit gehörte das VTabakG zum Nebenstrafrecht.
Besondere Bedeutung hatten die in §§ 21–22a VTabakG verkörperten Werbeverbote.